# 윔피키드: 가족 여행의 법칙
《윔피키드: 가족 여행의 법칙》(영어: Diary of a Wimpy Kid: The Long Haul)은 미국에서 제작된 데이비드 바워스 감독의 2017년 가족 로드 코미디 영화이다. 윔피 키드 영화 시리즈 네 번째 작품이자 마지막 실사 영화이며, 《윔피키드 3》(2012)의 속편이지만 서사상 연결되지 않는다. 제이슨 드러커 등이 출연하였고, 니나 제이컵슨 등이 제작에 참여하였다.
2017년 5월 19일 미국에서 극장 개봉되었다. 이 영화는 부정적인 평가를 받았으며 극장 흥행에 실패하였다. 20세기 폭스에서 제작한 이 영화 시리즈의 마지막 작품이며, 2019년 20세기 폭스가 디즈니에 인수된 후 디즈니에서 영화 시리즈를 이어받아 애니메이션 영화들을 제작하고 있다.

## 출연진
- 제이슨 드러커
- 얼리샤 실버스톤
- 톰 에버렛 스콧
- 찰리 라이트
- 오언 애스탈러스
- 딜런 월터스
- 와이엇 월터스
- 조슈아 후버
- 크리스토퍼 A. 코폴라
- 미라 실버먼
- 제프 키니
- 대니 빈슨

## 기타 제작진
- 총괄 제작: 티머시 M. 본, 데이비드 바워스, 제프 키니
- 미술: 에런 오즈번
- 의상: 메리 클레어 해넌